# Scooter Live - Selected Songs of the 10th Anniversary Concert
A "Scooter Live - Selected Songs from the 10th Anniversary Concert" című kiadvány a német Scooter koncertlemeze, mely önállóan 2004. június 7-én, később pedig a Mind the Gap album limitált kiadásának második CD-jeként jelent meg 2004. november 8-án. A felvételen a 2004. február 23-án tartott koncerten, a We Like It Loud-turné utolsó állomásán, Hamburgban készített felvétel hallható, mely egyben a Scooter tizedik születésnapjának ünnepe is volt. Először ezen a lemezen volt hallható a Hyper Hyper felújított, 2004-es verziója, továbbá a "Waiting For Spring" modernizált változata is így vált szélesebb körben ismertté.
A születésnapi koncert kétnapos volt, a felvétel az első napon készült. A rendezvény eredeti időpontját odébb kellett csúsztatni pár hónappal, ugyanis H.P. Baxxter az egyik fellépésük utáni afterpartin elesett, és megsérült a válla. Emiatt az eredetileg 2003 decemberére tervezett fellépés két hónappal később került megrendezésre.
A CD-s változathoz képest az interneten keresztül terjesztett változat borítóját kismértékben módosították, továbbá szétszedték az azon hallható dalokat. Nem került fel rá a "Habanera / Call Me Manana" medley, helyet kapott ugyanakkor a "Faster Harder Scooter" és a The Stadium Techno Experience album egyik dala, a "Take A break" bónuszként.

## Számok listája

### Eredeti kiadás
1. Intro
2. Maria (I Like It Loud)
3. Weekend!
4. Friends
5. Waiting For Spring / Let Me Be Your Valentine
6. Habanera / Call Me Manana
7. Break It Up
8. Frequent Traveller / How Much Is the Fish?
9. Nessaja
10. Jigga Jigga!
11. Hyper Hyper

### Webes kiadás
1. Intro
2. Maria (I Like It Loud)
3. Weekend!
4. Friends
5. Waiting For Spring
6. Let Me Be Your Valentine
7. Faster Harder Scooter
8. Break It Up
9. Frequent Traveller
10. How Much Is the Fish?
11. Nessaja
12. Jigga Jigga!
13. Hyper Hyper
14. Take A Break